# 小井圡菫玲
小井圡 菫玲（こいど すみれ、2015年〈平成27年〉2月8日 - ）は、日本の子役。クラージュキッズに所属。

## 出演

### テレビドラマ
- 桜の塔（2021年4月 - 6月、テレビ朝日）
- SUPER RICH（2021年10月 - 12月、フジテレビ）
- ラジエーションハウスII〜放射線科の診断レポート〜（2021年10月 - 12月、フジテレビ）
- もしも、イケメンだけの高校があったら（2022年1月 - 3月、テレビ朝日）
- 明日、私は誰かのカノジョ 第1話・最終話（2022年4月13日・6月29日、MBS/TBS） - 白井雪（幼少期） 役[2]
- テッパチ! 最終話（2022年9月14日、フジテレビ） - 白井遥 役
- Sister 第5話（2022年11月17日、日本テレビ） - 三好凪沙（6・7歳時） 役
- 束の間の一花 第6話（2022年11月22日、日本テレビ） - 千田原一花（幼少期） 役
- 瑠璃も玻璃も照らせば光る（2022年12月27日、フジテレビ） - 木村ひかる（6歳時） 役
- Get Ready! 第6話（2023年2月12日、TBS） - 嶋崎水面（8歳時） 役
- ケイジとケンジ、時々ハンジ。 第6話（2023年5月18日、テレビ朝日） - 松原未央（子供時代） 役
- 合理的にあり得ない 〜探偵・上水流涼子の解明〜 第6話（2023年5月22日、関西テレビ・フジテレビ） - 野崎さくら 役
- ゼイチョー〜「払えない」にはワケがある〜 第1・2話（2023年10月14日・21日、日本テレビ） - 百目鬼華子（幼少期）役
- あきない世傳 金と銀 第1話（2023年12月8日、NHK BS） - 少女 役
- リビングの松永さん 第4話（2024年1月30日、フジテレビ） - 園田美己（幼少期） 役
- 大河ドラマ「光る君へ 」 第15回 - （2024年4月14日 - 、NHK） - 藤原彰子（幼少期） 役
- 仮面ライダーガッチャード 第42話・第43話（2024年6月30日・7月7日、テレビ朝日） - 亜琉美 役
- 科捜研の女 season24 第3話（2024年7月17日、テレビ朝日） - 長峰千沙都（小学生時代） 役[3]
- 人事の人見 第5話（2025年5月6日、フジテレビ） - 田代陽菜 役
- Dr.アシュラ 第8話（2025年6月4日、フジテレビ） - 菊池可奈 役[4]
- 浅草ラスボスおばあちゃん 第2話（2025年7月12日、東海テレビ・フジテレビ） - 森野礼（幼少期） 役[5]
- 最後の鑑定人 第6話（2025年8月13日、フジテレビ） - 下山希美 役[6]

### 配信ドラマ
- すべて忘れてしまうから（2022年、Disney+）
- 金魚妻（2022年、Netflix）

### 映画
- 熱のあとに（2024年）

### テレビ番組
- THE突破ファイル（日本テレビ）　再現VTR - マミ 役
- 報道の日2021（TBS） 再現VTR - 石橋ナミ 役
- 水曜日のダウンタウン（TBS）
- ほんとにあった怖い話〜夏の特別編2025〜（2025年8月18日⚫️フジテレビ） - ほん怖クラブメンバー

### CM
- 株式会社クレハ　NEWクレラップ「負けてられない!」篇 - クルミちゃん 役
- ピープル株式会社「ねじハピ」デコ&カスタム
- 楽天 スーパーSALE
- 公文教育研究会

### 雑誌
- 講談社「子どもといく 東京ディズニーランドナビガイド2022-2023」

### WEB
- ハインツ ゴールデンベア 2022 Spring&Summer